# 4654 Gorʹkavyj
4654 Gorʹkavyj (1977 RJ6) là một tiểu hành tinh vành đai chính được phát hiện ngày 11 tháng 9 năm 1977 bởi Chernykh, N. S. ở Nauchnyj.